# Тоньери, Нестор
Нестор Рубен Тоньери (исп. Néstor Rubén Togneri; 27 ноября 1942, Сан-Мартин — 8 декабря 1999, Хенераль-Сан-Мартин) — аргентинский футболист, игравший на позициях защитника и полузащитника.

## Клубная карьера
Большую часть своей футбольной карьеры Тоньери провёл в «Эстудиантесе» в 1968—1975 годах на позициях центрального защитника или опорного полузащитника. Тоньери также выступал за аргентинские клубы «Платенсе» между 1957 (когда он дебютировал в юношеской команде клуба) и 1967 годом и «Кильмес» в 1976 году, где он закончил свою карьеру.
Период, в котором Тоньери выступал за «Эстудиантес», был самым успешным в истории клуба. Тоньери был частью команды, которая трижды выигрывала в Кубке Либертадорес, и по разу в Межконтинентальном кубке и Межамериканском кубке.
Тоньери скончался в городе Сан-Мартин (провинция Буэнос-Айрес) в возрасте 57 лет.

## Международная карьера
Нестор Тоньери попал в состав сборной Аргентины на Чемпионате мира 1974 года. Однако из 6-и матчей Аргентины на турнире Тоньери не появился ни в одном из них.

## Достижения
Эстудиантес
- Чемпионат Аргентины (1): Метрополитано 1967 (чемпион)
- Кубок Либертадорес (3): 1968 (победитель), 1969 (победитель), 1970 (победитель)
- Межконтинентальный кубок (1): 1968 (победитель)
- Межамериканский кубок (1): 1969 (победитель)